# Friedrich Grotrian
Georg Friedrich Carl Grotrian (* 13. Januar 1803 in Schöningen; † 11. Dezember 1860 in Braunschweig) war ein deutscher Klavierbauer und Unternehmer.

## Leben
Nach seiner Ausbildung als Musikalien- und Instrumentenhändler in Braunschweig wanderte er 1830 nach Russland aus. In Moskau begann Friedrich Grotrian die Produktion von Tafelklavieren. Nach 26 Jahren kehrte er 1856 nach Niedersachsen zurück. Am 7. Oktober 1858 wurde er Teilhaber des Klavierbaubetriebes von Theodor Steinweg in Wolfenbüttel. Daraufhin wurde die Produktionsstätte nach Braunschweig verlegt und die Firma in „Grotrian-Steinweg“ umbenannt. Die Firma Grotrian-Steinweg existiert noch heute in Braunschweig.
Eine Zweitlinie der Firma ist nach Friedrich Grotrian benannt. Gehäuse, Rahmen und Besaitung erfolgt in China (Parsons Music), der endgültige Zusammenbau in Deutschland. Andere Quellen verorten die Besaitung in Braunschweig; die Mechanik stammt zu großen Teilen von Renner.